# Adriana Cecilia Barcia
Adriana Cecilia Barcia Cortizo, también conocido como Julia (Río Turbio, 17 de febrero de 1952), fue una muralista y docente argentina detenida desaparecida por el terrorismo de Estado en Argentina.

## Primeros años
Nació en la localidad de Río Turbio, en el sudoeste de la Provincia de Santa Cruz. Siendo niña, a los siete años, su familia se mudó a la localidad de Berazategui en la provincia de Buenos Aires. Allí realizó sus estudio primarios en la Escuela N.º 9 y el secundario en el Instituto Manel Belgrano.

## Estudios y militancia
Estudió en la Facultad de Bellas Artes de la Universidad Nacional de La Plata la especialidad de Pintura Mural, aunque no finalizó los estudios, cursando hasta el 4.º año. Luego se dedicó a la docencia.
Desde los 19 años había comenzado a militar en el peronismo y posteriormente en la agrupación Montoneros. Hacia el año 1974 había pasado a la clandestinidad, viajando poco después a la provincia de Tucumán. Estuvo un tiempo conviviendo con Juan Carlos Alsogaray, quien murió asesinado el 23 de febrero de 1976 en Tucumán mientras formaba parte de una columna montonera que hacía maniobras de entrenamiento. Ella tuvo la misión de avisar de la desaparición a su padre, el general Julio Rodolfo Alsogaray, quien había sido comandante en jefe del Ejército.

## Desaparición
Adriana Cecilia fue secuestrada en la ciudad de San Miguel de Tucumán el 1 de julio de 1976, meses más tarde que su pareja Juan Carlos Alsogaray. Según declaraciones fue brutalmente torturada mientras estuvo en algún centro clandestino de detención. Luego fue asesinada. Días más tarde, su madre pudo reconocer el cadáver, falleciendo ella días más tarde. Sus padres recién se enteraron de su muerte meses más tarde, cuando recibieron una carta anónima
Su caso formó parte del juicio por delitos de lesa humanidad denominado "Jefatura III", el cual incluye crímenes perpetrados contra unas 237 víctimas en el marco del Operativo Independencia y la dictadura militar instaurada el 24 de marzo de 1976. Según algunos relatos, estuvo luego en pareja con Julio Cerviño.

## Homenajes
El 27 de junio de 2019 su legajo fue recuperado en el marco del Programa de reparación de legajos de integrantes de la comunidad universitaria víctimas del terrorismo de Estado, que lleva adelante la Dirección de Políticas de Memoria y Reparación de la Secretaría de Derechos Humanos y Políticas de Igualdad de la Universidad Nacional de La Plata.